# Guinea ai Giochi della XXII Olimpiade
La Guinea partecipò ai Giochi della XXII Olimpiade, svoltisi a Mosca, Unione Sovietica, dal 19 luglio al 3 agosto 1980, con una delegazione di 9 atleti impegnati in tre discipline.